# Verbandsgemeinde Rhens
Die Verbandsgemeinde Rhens war eine Gebietskörperschaft im Landkreis Mayen-Koblenz in Rheinland-Pfalz. Der Verbandsgemeinde gehörten die Stadt Rhens sowie drei weitere Ortsgemeinden an. Der Verwaltungssitz war in Rhens.
Die Verbandsgemeinde ging am 1. Juli 2014 zusammen mit der Verbandsgemeinde Untermosel in der neuentstandenen Verbandsgemeinde Rhein-Mosel auf.

## Verbandsangehörige Gemeinden
| Ortsgemeinde, Stadt    | Fläche (km²) | Einwohner |
| ---------------------- | ------------ | --------- |
| Brey                   | 6,42         | 1.561     |
| Rhens, Stadt           | 16,30        | 2.882     |
| Spay                   | 2,70         | 1.899     |
| Waldesch               | 3,34         | 2.225     |
| Verbandsgemeinde Rhens | 28,76        | 8.567     |

(Einwohner am 31. Dezember 2012)

## Geschichte
Die Ursprünge der Verbandsgemeinde Rhens gehen bis auf die Zeit der französischen Annexion des Linken Rheinufers nach 1794 zurück, als im Kanton Boppard mit der Mairie Rhens erstmals eine die umliegenden Gemeinden umfassende Verwaltungseinheit mit Rhens als Zentrum eingerichtet wurde. Diese umfasste neben Rhens auch Waldesch, Brey, die heute zu Spay gehörenden Gemeinden Nieder- und Oberspay, sowie Udenhausen und Capellen.
Nachdem das Rheinland auf dem Wiener Kongress Preußen zugeschlagen worden war, wurden diese französischen Verwaltungsstrukturen aufgelöst. Rhens, Waldesch und Capellen wurden Teil der Bürgermeisterei Koblenz-Land im Kreis Koblenz-Land, Brey und Spay Teil der Bürgermeisterei Boppard-Land im Kreis St. Goar. Udenhausen wurde Teil der Bürgermeisterei Halsenbach. 1927 wurde die Bezeichnung Bürgermeisterei in Amt umgewandelt.
Mit Verfügung des Koblenzer Regierungspräsidenten vom 28. Juni 1937 wurde mit Ablauf des 30. Juni 1937 das Amt Koblenz-Land aufgelöst und aus den Gemeinden Rhens, Waldesch und Kapellen-Stolzenfels das Amt Rhens mit Amtssitz in Rhens gebildet. Brey und Spay verblieben Teil des Amt Boppard.
Im Rahmen der Gebiets- und Verwaltungsreform im Jahre 1969 – seit 1968 war der Begriff „Amtsverwaltung“ durch „Verbandsgemeindeverwaltung“ ersetzt worden – wurde durch das Fünfte Landesgesetz über die Verwaltungsvereinfachung im Lande Rheinland-Pfalz vom 14. Februar 1969 mit Wirkung vom 7. Juni 1969 die Gemeinde Kapellen-Stolzenfels aufgelöst und in das Gebiet der Stadt Koblenz eingegliedert. Ebenso wurden die Gemeinden Brey und Spay mit der Auflösung des Landkreises St. Goar aus dem Amt Boppard gelöst und in den Landkreis Koblenz eingegliedert.
Durch das Achte Landesgesetz vom 28. Juli 1970 wurde mit Wirkung vom 7. November 1970 die Verbandsgemeinde Rhens aus den Gemeinden Brey, Rhens, Spay und Waldesch neu gebildet.
Sitz der Verbandsgemeindeverwaltung war in der Stadt Rhens, die raumplanerisch als Grundzentrum ausgewiesen ist.
Da die Verbandsgemeinde Rhens mit ihren unter 9000 Einwohnern von der neuen Kommunal- und Verwaltungsreform vom September 2010 betroffen war, die eine Auflösung von Verbandsgemeinden unter 12.000 Einwohnern vorsah, begann die Verbandsgemeinde Rhens Fusionsgespräche mit der Verbandsgemeinde Untermosel, um einer Zwangsfusion zuvorzukommen. Die Fusion zur daraus neu resultierenden Verbandsgemeinde Rhein-Mosel wurde am 1. Juli 2014 vollzogen. Deren Hauptverwaltungssitz ist Kobern-Gondorf, in Rhens wurde eine eigene Verwaltungsstelle eingerichtet.
Bevor die Fusion mit der Verbandsgemeinde Untermosel beschlossen wurde, wurde auch ein Anschluss an die Stadt Koblenz oder die Stadt Boppard diskutiert. Beides hätte jedoch Kreisgrenzen beeinflusst und die Möglichkeiten der Ortsgemeinden, souveräne Entscheidungen zu treffen, beeinträchtigt.

## Einwohnerentwicklung
Die Entwicklung der Einwohnerzahl bezogen auf das Gebiet der Verbandsgemeinde Rhens zum Zeitpunkt der Auflösung; die Werte von 1871 bis 1987 beruhen auf Volkszählungen:
| Jahr | Einwohner |
| 1815 | 2.860     |
| 1835 | 3.354     |
| 1871 | 3.429     |
| 1905 | 3.926     |
| 1939 | 5.031     |
| 1950 | 5.778     |

| Jahr | Einwohner |
| 1961 | 6.552     |
| 1970 | 8.137     |
| 1987 | 8.223     |
| 1997 | 8.441     |
| 2005 | 8.909     |
| 2011 | 8.671     |

## Verbandsgemeinderat
Der Verbandsgemeinderat Rhens bestand aus 24 ehrenamtlichen Ratsmitgliedern, die zuletzt bei der Kommunalwahl am 7. Juni 2009 in einer personalisierten Verhältniswahl gewählt wurden, und dem hauptamtlichen Bürgermeister als Vorsitzendem.
Die Sitzverteilung im Verbandsgemeinderat:
| Wahl | SPD | CDU | FWG 1 | FWG 2 | Gesamt   |
| ---- | --- | --- | ----- | ----- | -------- |
| 2009 | 5   | 9   | 7     | 3     | 24 Sitze |
| 2004 | 6   | 11  | 7     | –     | 24 Sitze |

## Bürgermeister
Von 1981 bis 2006 war Horst Brunnhübner (CDU) Bürgermeister der Verbandsgemeinde.
Am 3. September 2006 wurde Helmut Schreiber (SPD) zum Bürgermeister gewählt, seine Amtszeit endete 2014.